# Quimiorreceptor
Un quimiorreceptor es un receptor celular adaptado para captar  estímulos químicos del espacio extracelular. 
Es un receptor sensorial capaz de responder y traducir la señal química en una señal eléctrica y hacerla llegar al sistema nervioso. Los estímulos que captan los QR pueden ser tanto externos (como el gusto y el olfato), o internos (presión parcial del oxígeno, o dióxido de carbono, pH o concentración de una molécula (hormona, glucosa).

Los QR confluyen para lograr la quimiorrecepción, que es uno de los sentidos más antiguos en la filogenia.

## Características

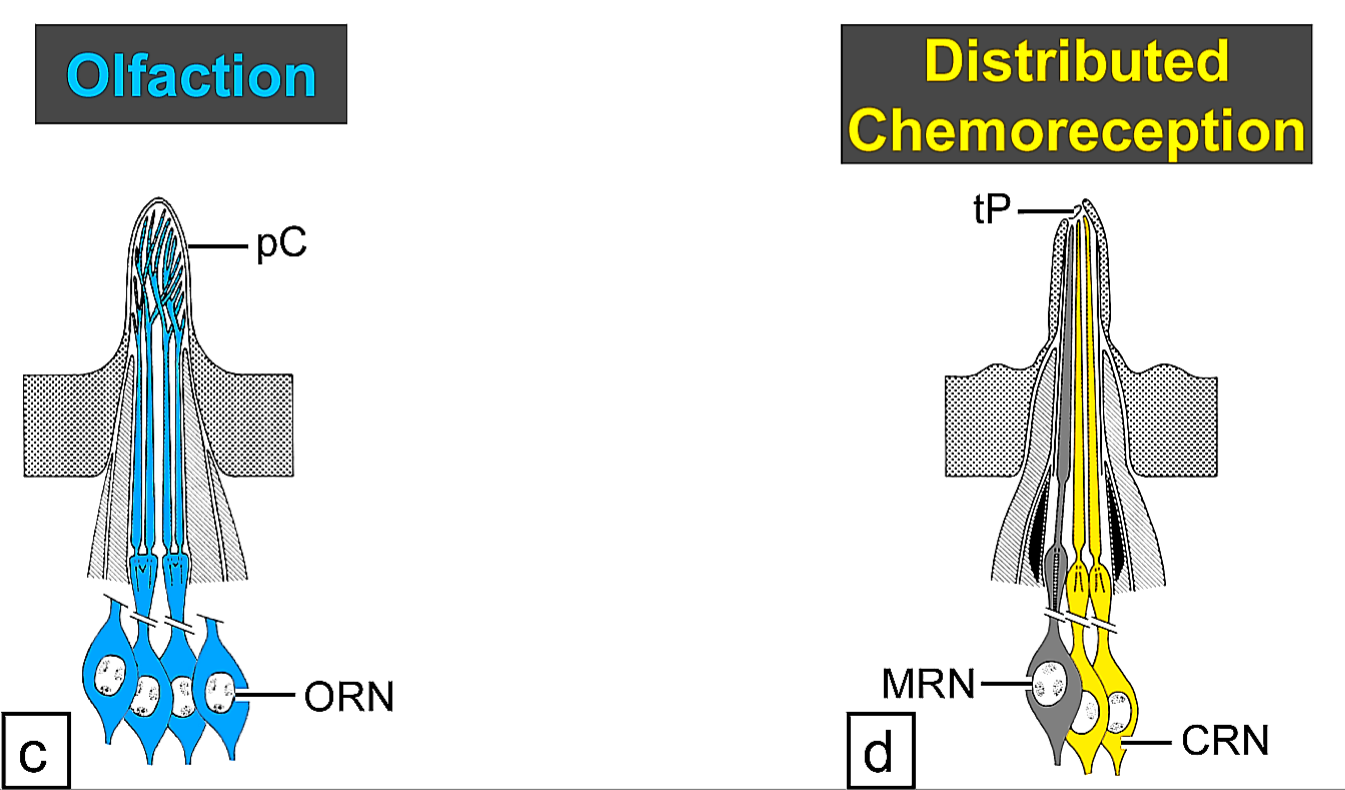
Tipos de Quimiorreceptores de sensilias de P. argus.
ORN= neuronas receptoras olfativas (en azul)
CRN= neuronas quimiorreceptoras (en amarillo)

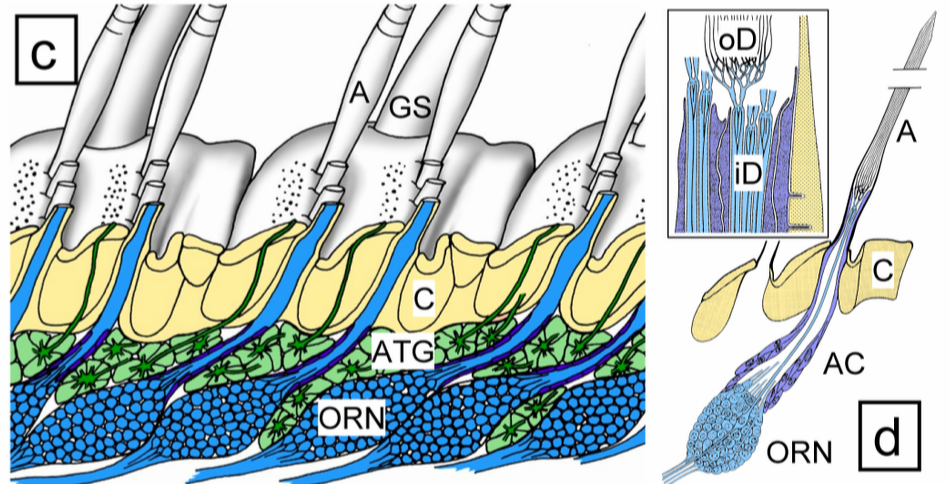
Quimiorreceptores de P. argus.
A = aestetasco.
ORN = neuronas receptoras olfativas (en azul)
Dendrita: iD = segmento dendrítico interno (proximal).
oD = segmentos dendríticos externos altamente ramificados.

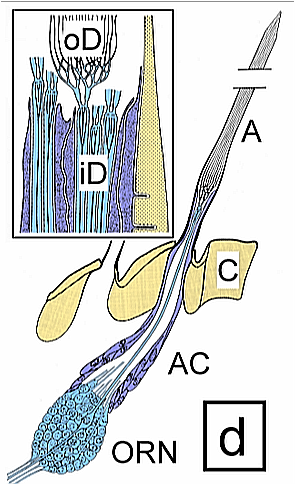
A= estetasco.
ORN =neuronas receptoras olfativas (en azul)
Dendrita: iD= segmento dendrítico interno (proximal).
oD= segmentos dendríticos externos altamente ramificados..

Los organismos responden a una gran variedad de moléculas señalizadoras  del ambiente celular.
En los animales pluricelulares, las células quimiorreceptoras están especializadas en la adquisición de información sobre el ambiente químico que las rodea y en su transmisión a las neuronas.

Los quimiorreceptores son neuronas especializadas, capaces de detectar las substancias químicas, de responder y de transmitir la información hacia el sistema nervioso central.

Estas neuronas sensoriales detectan moléculas del medio, y transducen esa señal química en una señal eléctrica: el potencial de acción.
Los órganos quimiorreceptores están formados al menos por dos tipos de células: las células quimiorreceptoras propiamente dichas y las células sustentaculares (o de sostén).

### Quimiorreceptores de la respiración humana
Estos receptores juegan un papel clave en la regulación de la respiración. Según su ubicación, se pueden clasificar en centrales y periféricos.

#### Quimiorreceptores centrales
Se sitúan a nivel del bulbo raquídeo, en el sistema nervioso central, cerca de la salida de los nervios craneales noveno y décimo, y miden el pH del líquido cefalorraquídeo (LCR).
El CO2 de la sangre puede encontrarse tanto en forma disuelta como en forma de ácido, según la reacción: {\displaystyle H_{2}O+CO_{2}\rightleftharpoons H_{2}CO_{3}\rightleftharpoons H^{+}+HCO_{3}^{-}}. Las moléculas de H+ y HCO3- no pueden pasar por la barrera hematoencefálica, pero sí lo hace el CO2. Por lo tanto, a mayor contenido de CO2 en la sangre, igualmente aumentará el contenido de H+ en el LCR (por lo tanto, disminuyendo el pH).
Los H+ estimulan los quimiorreceptores, provocando como respuesta una hiperventilación.

#### Quimiorreceptores periféricos
Corresponde al glomus carotídeo (que lleva su información por el nervio glosofaríngeo) y a los cuerpos aórticos ubicados en el cayado aórtico (que llevan la información por el nervio vago).[cita requerida]
Estos receptores van a responder tanto por una disminución del O2 como por un aumento del CO2. La respuesta es la misma: hiperventilación.